# (300892) Taichung
(300892) Taichung est un astéroïde de la ceinture principale.

## Description
(300892) Taichung est un astéroïde de la ceinture principale. Il fut découvert le 28 janvier 2008 à l'Observatoire de Lulin par Chi-Sheng Lin et Ye Quan-Zhi. Il présente une orbite caractérisée par un demi-grand axe de 3,11 UA, une excentricité de 0,10 et une inclinaison de 1,3° par rapport à l'écliptique.

## Compléments